# 伊萬·寧切維奇
伊萬·寧切維奇（1981年11月27日—）是一位克羅地亞手球運動員。他效力於貝西克塔斯手球隊。他也是克羅地亞國家手球隊的一員，代表克羅地亞在2012年奧運會上奪得銅牌。